# Дуді
Дуді́ (рос. Дуди) — село у складі Ульчського району Хабаровського краю, Росія. Адміністративний центр та єдиний населений пункт Дудинського сільського поселення.

## Населення
Населення — 340 осіб (2010; 532 у 2002).
Національний склад (станом на 2002 рік):
- росіяни — 67 %
- ульчі — 26 %